# جيمس جينس
جيمس جينس (بالإنجليزية: James Hopwood Jeans ) هو عالم فلك بريطاني  (ولد في 11 سبتمبر 1877 في مقاطعة لانكشير ، وتوفي في سبتمبر عام 1946 بمدينة دوركينج )
عمل في مجالات الفيزياء والرياضيات وعلم الفلك. من أشهر إنجازاته تعيين كتلة جينس وهي أقل كتلة لسحابة من الغاز و الغبار الكوني يمكن أن يتكون منها نجم.

## نشأته
بعد انتهائه من تعليمه الثانوي التحق بجامعة كامبريدج .
وأنهى دراسته الجامعية في الرياضيات . وقام بالتدريس في كامبريدج ثم ذهب للتدريس في جامعة برنستون عام 1904 كأستاذا للرياضة التطبيقية . وعاد إلى كامبريدج عام 1910.
قام بإنجازات هامة في مجالات عديدة للفيزياء وكذلك في ميكانيكا الكم . وتوصل في ابحاثه إلى أن نظرية لابلاس المتعلقة بأن المجموعة الشمسية نشأت من سحابة غاز واحدة ليست سليمة . وعوضا عن ذلك قام هو بصياغة نظرية تقول ان الكواكب قد تكونت عن طريق اقتراب أحد النجوم من الشمس بحيث صدرت منها تلك المادة التي تكونت منها الكواكب فيما بعد . ولكن تلك النظرية ليست معترف بها الآن.
وهو بجانب العالم البريطاني آرثر إدنجتون أحد مؤسسي علم الفلك الحديث في بريطانيا .
وقد قام جينس ببحوث في مجال الفلك وبصفة خاصة حركة النجوم، والتكوين الداخلي للنجوم، ومسائل آخرى في علم الفلك.
يسمى على اسمه كتلة جينس وهي أقل كتلة لسحابة كونية تحوي غاز وغبار يمكنها التقلص والانكماش

## جوائزه
منح جينس الميدالية الذهبية للهيئة الملكية لعلم الفلك عام 1922 ، كما سمي باسمه أحد الفوهات على القمر وكذلك أحد الفوهات على كوكب المريخ.

## روابط خارجية
- جيمس جينس على موقع الموسوعة البريطانية (الإنجليزية)
- جيمس جينس على موقع مونزينجر (الألمانية)
- جيمس جينس على موقع إن إن دي بي (الإنجليزية)